# 小黒祐一郎
小黒 祐一郎（おぐろ ゆういちろう、1964年5月1日 - ）は日本のライター。アニメスタイル編集長。埼玉県出身。既婚者。スタジオ雄代表取締役社長。
アマチュア時代は、江古田にあったアニメファンがつどう喫茶店まんが画廊の常連客であった。
主にアニメの雑誌編集、企画、脚本などに関わっている。通称、アニメ様。変名・別名義に五月はじめ（さつき はじめ）、荻窪七（おぎくぼ なな）などがある。

## 作品

### 書籍
- ミスター味っ子うまいぞーBOOK（徳間書店）
- この人に話を聞きたい アニメプロフェッショナルの仕事 1998-2001 / ANIMESTYLE ARCHIVE（飛鳥新社）
- さよなら絶望先生全書(ANIMESTYLE ARCHIVE) （スタイル）
- アニメクリエイター・インタビューズ この人に話を聞きたい 2001-2002 （講談社）

### 雑誌
- アニメージュ「この人に話が聞きたい」1998年11月号-（徳間書店）
- 美術手帖増刊　アニメスタイル（美術出版社）
- 月刊アニメスタイル（スタイル）
- アニメスタイル（メディアパルムック）
- コミックニュータイプ（角川書店）[3]

### アニメ
- ドラゴンボール（脚本）（五月はじめ名義）
- 新ビックリマン（脚本）（五月はじめ名義）
- 少女革命ウテナ（プランニング）
- アキハバラ電脳組（プランニング協力[4]）
- ゲキ・ガンガー3 熱血大決戦!!（脚本）
- せんせいのお時間（宣伝協力）
- ケモノヅメ（企画協力・文芸・脚本）（脚本は荻窪七名義）
- 俗・さよなら絶望先生（シリーズ構成・脚色）
- はなまる幼稚園（シリーズ構成・脚本）[5]

### 劇場アニメ
- 機動戦艦ナデシコ -The prince of darkness-（宣伝担当）
- 少女革命ウテナ アドゥレセンス黙示録（プランニング）
- アキハバラ電脳組 2011年の夏休み（宣伝担当）
- この世界の片隅に（スペシャルサンクス）

### OVA
- せんせいのお時間 ご～るど（宣伝協力）

### ビデオパッケージ
- 新世紀エヴァンゲリオン（LDジャケット構成・執筆）
- 少女革命ウテナ（LDジャケット、ライナーノーツ構成・執筆）